# Norbert Werbs
Norbert Werbs (ur. 20 maja 1940 w Warnemünde, zm. 3 stycznia 2023 w Neubrandenburgu) – niemiecki duchowny rzymskokatolicki, biskup pomocniczy Hamburga w latach 1994–2015.
Święcenia kapłańskie otrzymał 1 lipca 1964. 7 stycznia 1981 papież Jan Paweł II mianował go biskupem pomocniczym administratury apostolskiej Schwerina, ze stolicą tytularną Amaura. Sakry biskupiej udzielił mu bp Heinrich Theissing.
24 października 1994 został przeniesiony do archidiecezji hamburskiej.